# Lijst van kerken in Noord-Beveland
Deze lijst bevat een overzicht van de kerkgebouwen in de Zeeuwse gemeente Noord-Beveland. Noodkerken en vergelijkbare tijdelijke onderkomens voor religieuze groepen zijn niet in deze lijst opgenomen. 
| Kerk                       | Adres               | Plaats       | Originele functie                 | Huidige functie                                    | Bijzonderheden                                    | Foto |
| -------------------------- | ------------------- | ------------ | --------------------------------- | -------------------------------------------------- | ------------------------------------------------- | ---- |
| De Ark                     | Veerweg 100         | Kamperland   | Gereformeerde Kerken in Nederland | Protestantse Kerk in Nederland                     | 1923; P.S. Dijkstra                               |      |
| Dorpskerk                  | Veerweg 76          | Kamperland   | Nederlandse Hervormde Kerk        | Buiten gebruik sinds 1998, restaurant              | 1901                                              |      |
| Gereformeerde Gemeente     | Oost Havenstraat 22 | Colijnsplaat | Gereformeerde Gemeenten           | Buiten gebruik sinds 1989, timmerwerkplaats        | 1931; P. Huibrechtsche                            |      |
| Gereformeerde Gemeente     | Veerweg 12          | Kamperland   | Gereformeerde Gemeenten           | Onveranderd                                        | 1960; A.C. van Hee                                |      |
| Gereformeerde Gemeente     | Torendijk 76        | Kortgene     | Gereformeerde Gemeenten           | Onveranderd                                        | 1927                                              |      |
| Gereformeerde kerk         | Beatrixstraat 6     | Colijnsplaat | Gereformeerde Kerken in Nederland | Buiten gebruik sinds 2005, particulier eigendom    | 1870                                              |      |
| Gereformeerde kerk         | Oostkruisstraat 4   | Geersdijk    | Gereformeerde Kerken in Nederland | Buiten gebruik sinds 1959, particulier eigendom    | 1910; P.S. Dijkstra                               |      |
| Gereformeerde kerk         | Veerweg 100         | Kamperland   | Gereformeerde Kerken in Nederland | Gesloopt in 1923                                   | 1869                                              |      |
| Gereformeerde kerk         | Voorstraat 20       | Wissenkerke  | Gereformeerde Kerken in Nederland | Buiten gebruik sinds 1980, muziekverenigingsgebouw | 1868                                              |      |
| Hervormde kerk             | Havelaarstraat 30   | Colijnsplaat | Nederlandse Hervormde Kerk        | Protestantse Kerk in Nederland                     | 1607; Rijksmonument 23775 en 23776                |      |
| Hervormde kerk             | Geersdijkseweg 2    | Geersdijk    | Nederlandse Hervormde Kerk        | Buiten gebruik sinds 2003, particulier eigendom    | 1961; P.J. 't Hooft                               |      |
| Nicolaaskerk               | Kerkgang 2          | Kortgene     | Nederlandse Hervormde Kerk        | Protestantse Kerk in Nederland                     | 1686; Rijksmonument 23770                         |      |
| Ontmoetingskerk            | Geersdijkseweg 1    | Geersdijk    | Gereformeerde Kerken in Nederland | Buiten gebruik sinds 2013, particulier eigendom    | 1959; P.J. 't Hooft                               |      |
| Opstandingskerk            | Voorstraat 20a      | Wissenkerke  | Nederlandse Hervormde Kerk        | Protestantse Kerk in Nederland                     | 1969; Rothuizen en 't Hooft; Rijksmonument 527255 |      |
| Oud Gereformeerde Gemeente | Noordstraat 48      | Kamperland   | Oud-Gereformeerde Gemeenten       | Buiten gebruik sinds 1990, kapsalon                | 1920 circa                                        |      |
| Oud Gereformeerde kerk     | Havelaarstraat 30   | Colijnsplaat | Oud-Gereformeerde Gemeenten       | Buiten gebruik sinds 1973, particulier eigendom    | 1912; J.N. Snoep                                  |      |
| Witte Kerkje               | Kerkstraat 3        | Kats         | Nederlandse Hervormde Kerk        | Protestantse Kerk in Nederland                     | 1687; Rijksmonument 23772                         |      |